# Boeing X-32
Boeing X-32 vznikl díky vyhlášení programu na nový víceúčelový bojový letoun Joint Strike Fighter (JSF), který by uspokojil potřeby USAF, US Navy, USMC a také RAF a Royal Navy. Kromě letounu s klasickým vzletem tak musel vzniknout i demonstrátor, který by předvedl schopnosti letadla kategorie VTOL.
Konkurentem v programu JSF byl pro Boeing letoun od Lockheed Martin X-35, který se pak stal vítězem a pokročil do sériové výroby jako F-35 Lightning II.

## Vývoj
DARPA spustila v roce 1993 program Common Affordable Lightweight Fighter (CALF), který navázal na projekt ASTOVL, což byl projekt pokročilého letounu se schopností krátkého vzletu a vertikálního přistání STOVL na němž DARPA spolupracovala s britským ministerstvem obrany v průběhu 80. let 20. století. Program CALF byl cílen na nalezení STOVL letounu pro americkou námořní pěchotu a letounu s konvenčním vzletem pro americké letectvo.
Přibližně ve stejné době se rozběhl program Joint Advanced Strike Technology (JAST), který se později spolu s programem CALF sloučil do jednoho programu Joint Strike Fighter, jehož cílem mělo být vyvinutí letounu se schopnostmi stealth, který by nahradil lehké stíhací a útočné letouny, včetně letounů F-16 Fighting Falcon, F/A-18 Hornet i letouny se schopností krátkého vzletu a vertikálního přistání STOVL AV-8B Harrier II.
V listopadu roku 1996 byl společnostem Boeing a Lockheed Martin přidělen kontrakt na stavby demonstrátorů, které měly prověřit koncepci. Společnost Boeing pro letoun obdržela označení X-32. Konkurenční Lockheed Martin získal pro letoun označení X-35. Na rozdíl od předchozích projektů byl v programu JSF jiný způsob financování. Společnosti Lockheed Martin i Boeing získaly každá po 750 miliónech USD na vývoj a výrobu dvou demonstrátorů a na jeho vývoj bylo zakázáno využít vlastní financování firmy. Cílem tohoto opatření mělo být snížení nákladů na výrobu a zabránit případnému bankrotu těchto společností při jejich snaze o výhru v soutěži.
První vzlet uskutečnil X-32A 18. září 2000 z továrního letiště v Palmdale s přistáním na základně Edwards AFB. Stroj zalétal šéfpilot týmu Boeing JSF Fred Knox. Během testování, které trvalo 4 měsíce stroj uskutečnil 66 letů během nichž prokázal schopnost letu, doplňování paliva ve vzduchu z tankovacího letounu McDonnell Douglas KC-10 Extender. Dne 21. prosince 2000 s X-32A dosáhl pilot Lt. Col. Edward Cabrera nadzvukové rychlosti.
Varianta X-32B s modifikovaným křídlem se zmenšenou nosnou plochou a rozpětím, vzlétla poprvé se zalétávacím pilotem Dennisem O'Donoghuem 7. března 2001. V první polovině května 2001 se X-32B přesunul ze základny Edwards AFB na základnu námořnictva Patuxent River v Marylandu, kde 17. července dosáhl nadzvukové rychlosti.
Vítězem programu JSF se nakonec stal 26. října 2001 letoun X-35, z něhož vzešel víceúčelový stíhací letoun F-35.

## Muzejní exponáty
- X-32A – Od roku 2005 se letoun nachází ve sbírkách Národního muzea Letectva Spojených států amerických v Daytonu v Ohiu.[10] Letoun se nacházel minimálně od roku 2009 v hangáru určeném pro restaurování a ani v polovině roku 2023 není vystaven.[10][11]

- X-32B – Nachází se ve venkovní expozici leteckého námořního muzea v Patuxent River.[5]

## Specifikace

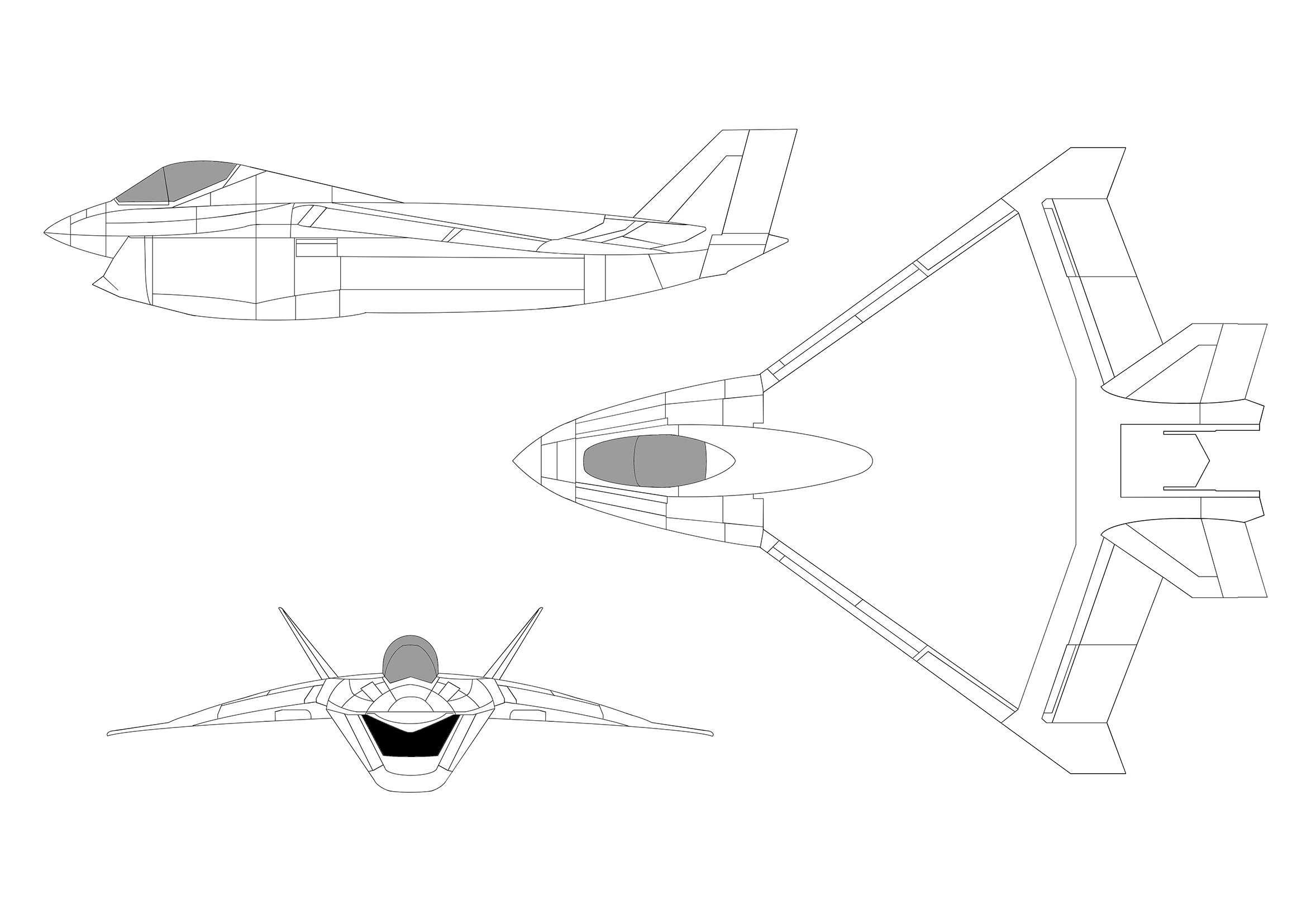
Třípohledový nákres

X-32B, Patuxent River Naval Air Museum

### Technické údaje
- Posádka: 1
- Délka: 13,72 m
- Rozpětí: 10,97 m
- Výška: 5,28 m
- Nosná plocha: 54,8 m²
- Pohon: 1× dvouproudový motor Pratt & Whitney YF119-PW-614C o tahu 120 kN nebo s tahem 190 kN při zapnutém přídavném spalování u verze X-32A
nebo 1× dvouproudový motor Pratt & Whitney YF119-PW-614S se zvedacím modulem Rolls-Royce u verze X-32B[2]

### Výkony
- Maximální rychlost: 1931 km/h nebo 1,6 Mach
- Dolet v profilu mise USAF: 1 574 km
- Dolet v profilu mise US Navy: 1 389  km
- Dolet v profilu mise USMC: 1 112 km

### Výzbroj
- 1 × 20mm kanón M61A2, nebo 27mm Mauser BK-27
- až 6 × AIM-120 AMRAAM ukrytých uvnitř letounu
- až 6 800 kg munice na vnějších závěsnících